# Рябухин, Владимир Александрович
Владимир Александрович Рябухин (17 марта 1924 — 15 января 2012) — генерал-майор Советской Армии, участник Великой Отечественной войны.

## Биография
Владимир Рябухин родился 17 марта 1924 года в деревне Кахе (ныне — Иланский район Красноярского края). До призыва в армию работал слесарем-автоматчиком в вагоноремонтных мастерских. В августе 1942 года Рябухин был призван на службу в Рабоче-крестьянскую Красную Армию. Окончил артиллерийское училище. Участвовал в боях Великой Отечественной войны, окончание которой встретил в Австрии.
В 1957 году Рябухин окончил Военную академию тыла и транспорта, в 1966 году — Военную академию Генерального штаба. В 1966—1967 годах служил начальником штаба тыла и заместителем начальника тыла Прикарпатского военного округа. В 1967—1969 годах находился в составе Группы советских военных специалистов в Египте. Вернувшись, продолжил службу в должности начальника штаба тыла и заместителя начальника тыла Приволжского военного округа. Позднее занимал должности заместителя по тылу командующего 5-й гвардейской танковой армией и начальника тыла Среднеазиатского военного округа. В мае 1974 года Рябухину было присвоено воинское звание генерал-майора.
С 1979 года — на преподавательской работе в Военной академии Генерального штаба. В августе 1988 года Рябухин вышел в отставку. Проживал в Смоленске. Умер 15 января 2012 года, похоронен на Новом кладбище Смоленска.

## Награды
Был награждён двумя орденами Отечественной войны 1-й степени, орденами Отечественной войны 2-й степени и «За службу Родине в Вооруженных Силах СССР» 3-й степени, рядом медалей.